# Кеф-Лјеу (Долина Аосте)
Кеф-Лјеу је насеље у Италији у округу Долина Аосте, региону Долина Аосте.
Према процени из 2011. у насељу је живело 2827 становника. Насеље се налази на надморској висини од 692 м.